# F1 Manager 2022
F1 Manager 2022 es el videojuego oficial de simulación de gestión de carreras de los campeonatos de Fórmula 1, Fórmula 2 y Fórmula 3 de 2022, desarrollado y publicado por Frontier Developments . Es la primera entrega de la serie F1 Manager y el primer juego de gestión con licencia desde F1 Manager de EA Sports. Se lanzó para Microsoft Windows, PlayStation 4, PlayStation 5, Xbox One y Xbox Series X/S el 30 de agosto de 2022. El 28 de octubre de 2022, Frontier Developments anunció que dejaría de desarrollar y dar soporte solo dos meses después del lanzamiento inicial.

## Jugabilidad
Como videojuego de gestión de carreras, F1 Manager 2022 ofrece una capa de carrera más detallada en comparación con el modo Mi equipo que introdujo Codemasters en F1 2020 . El juego proporciona un editor de estrategia, donde el jugador puede programar paradas en boxes, neumáticos y ritmo para cada período. El juego presenta desarrollo de piezas, límite de costos, ERS, así como cámaras a bordo utilizadas en la vida real por los equipos de Fórmula 1. También presenta las voces de los comentaristas profesionales en inglés de Karun Chandhok y David Croft, así como los títulos de apertura de las transmisiones de Fórmula 1 que se muestran después del logotipo de Frontier Developments, mientras que las transiciones se recrean siendo más fieles a las transmisiones de Fórmula 1. El juego incluye ingenieros y pilotos reales de Fórmula 1, Fórmula 2 y Fórmula 3. También están disponibles radios de equipos de pilotos e ingenieros de carreras reales de F1. También se presentan banderas rojas.

## Desarrollo y lanzamiento
F1 Manager 2022 se anunció oficialmente en marzo de 2022. Es el primer videojuego de la serie F1 Manager, que posee la licencia oficial de los campeonatos de Fórmula 1, Fórmula 2 y Fórmula 3 de 2022 a 2025. También es el primer juego de gestión con licencia de F1 desde F1 Manager de EA Sports en 2000. El juego está desarrollado con Unreal Engine 4. Fue desarrollado y publicado por Frontier Developments, un desarrollador de videojuegos británico conocido por títulos como Elite Dangerous, Planet Coaster, Planet Zoo y Jurassic World Evolution. El juego se lanzó para Microsoft Windows, PlayStation 4, PlayStation 5, Xbox One y Xbox Series X/S el 30 de agosto de 2022. Los jugadores que preordenaron el videojuego pudieron preacceder al juego cinco días antes, el 25 de agosto de 2022.

## Recepción
F1 Manager 2022 recibió críticas «generalmente favorables» para Windows y Xbox Series X/S según el agregador de reseñas de Metacritic; PlayStation 5 recibió críticas «mixtas o promedio».
Fue el cuarto videojuego minorista más vendido en el Reino Unido en su semana de lanzamiento.